# Xanten
Xanten és una ciutat del nord-oest de Renània del Nord-Westfàlia a Alemanya. Pertany a la regió de Wesel i a l'Euroregió Rin-Waal.

## Toponímia
El nom Xanten deriva de "Xanctum" que pervé del llatí "ad Sanctōs", que es podria traduir com 'el lloc dels sants'. Curiosament, és l'únic nom de municipi alemany que comença amb la lletra "x". En documents del 967 apareix citada amb el nom de Xanctum, que va passar a dir-se Xantum en documents del 1144, i també Santen fins al segle xviii, moment en què es va deixar de fer servir el dialecte renà per als escrits.

## Organització
Ocupa una extensió de 72,4 km² i està organitzada en 10 districtes: Beek, Birten, Lüttingen, Marienbaum, Mörmter, Obermörmter, Ursel, Vynen, Wardt i Willich.
L'1 de juliol del 1969 es van incorporar a la ciutat les comunitats de Birten Alpine Veen, Marienbaum i Wardt, anteriorment independents. L'àrea de la ciutat va augmentar de 8 km² a 72 km². Com a conseqüència, la població va passar d'uns 7.000 a 16.000 hab. Després de la dissolució del cercle Moers el 1975 a Xanten se li va assignar el districte recentment format de Wesel.

## Geografia

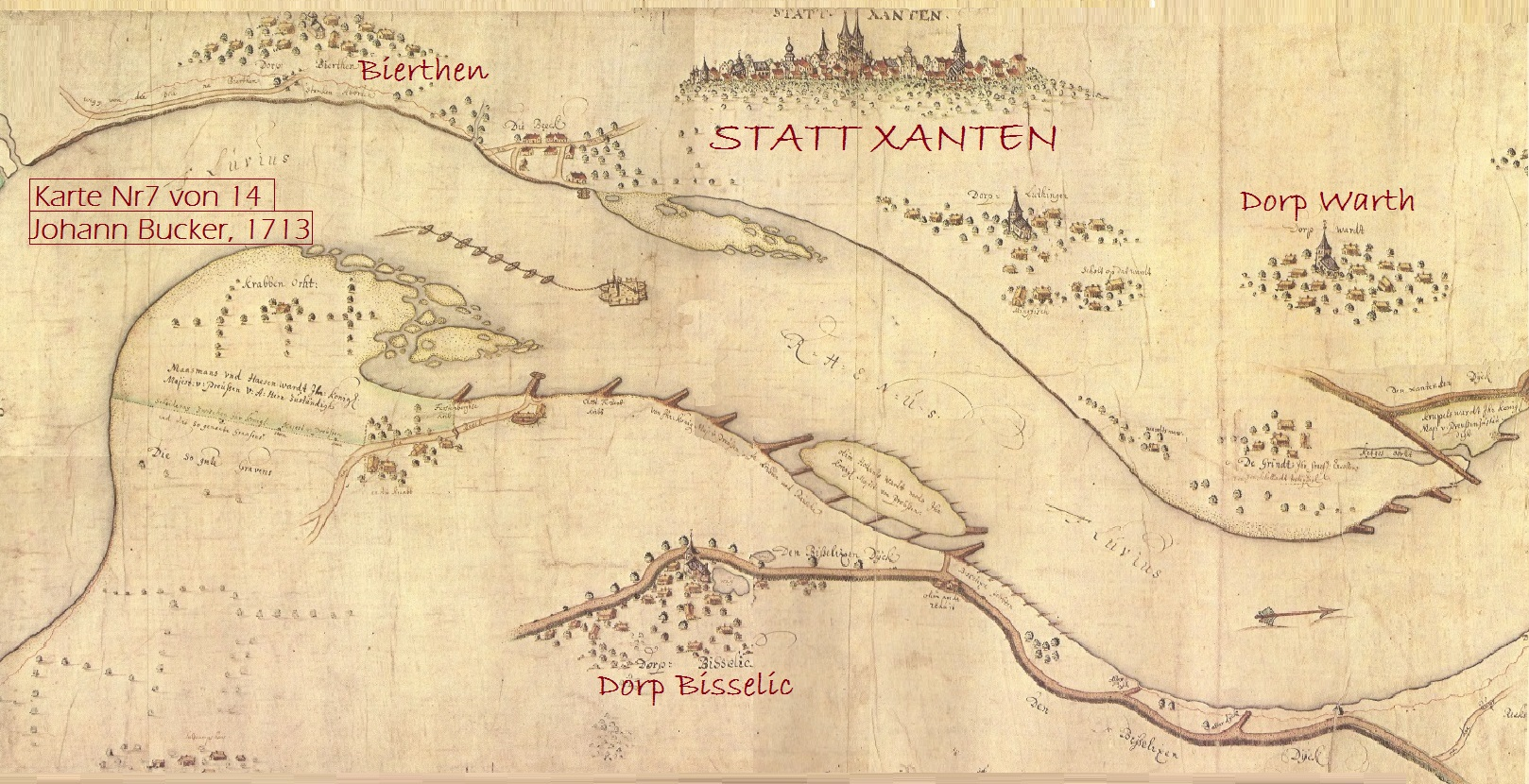
Mapa del Rin al 1713, amb la situació de Xanten i les poblacions veïnes

Xanten està construïda al marge dret del Rin en una zona en què el riu fa un revolt. El paisatge natural ha anat canviant al llarg de la història per moviments de terres causats pel riu: inundacions, esfondrament d'un marge a la part alta del riu, sedimentació, fets que van canviar-ne el curs natural primitiu. Això es pot apreciar comparant la situació actual amb el mapa de Xanten del 1713 fet pel cartògraf Johann Bucker. S'hi veu que el braç principal fluïa a través de l'actual canal del Rin, el Birten, i que l'actual illa Bislicher no existia. El 1788, en temps de Frederic el Gran, s'hi van fer obres de drenatge que van portar a l'actual curs del Rin, més estable que l'anterior.
L'illa Bislicher és una reserva natural protegida, que constitueix un dels pocs paisatges al·luvials d'Alemanya i és una de les àrees d'hivernada més importants d'oques àrtiques i la llar de l'única població de castors del Baix Rin.
A diferència de l'establiment romà, que estava a 70 m sobre el nivell del mar (msnm), a l'edat mitjana per a la zona urbana es va escollir una localització més baixa, a 22 msnm.

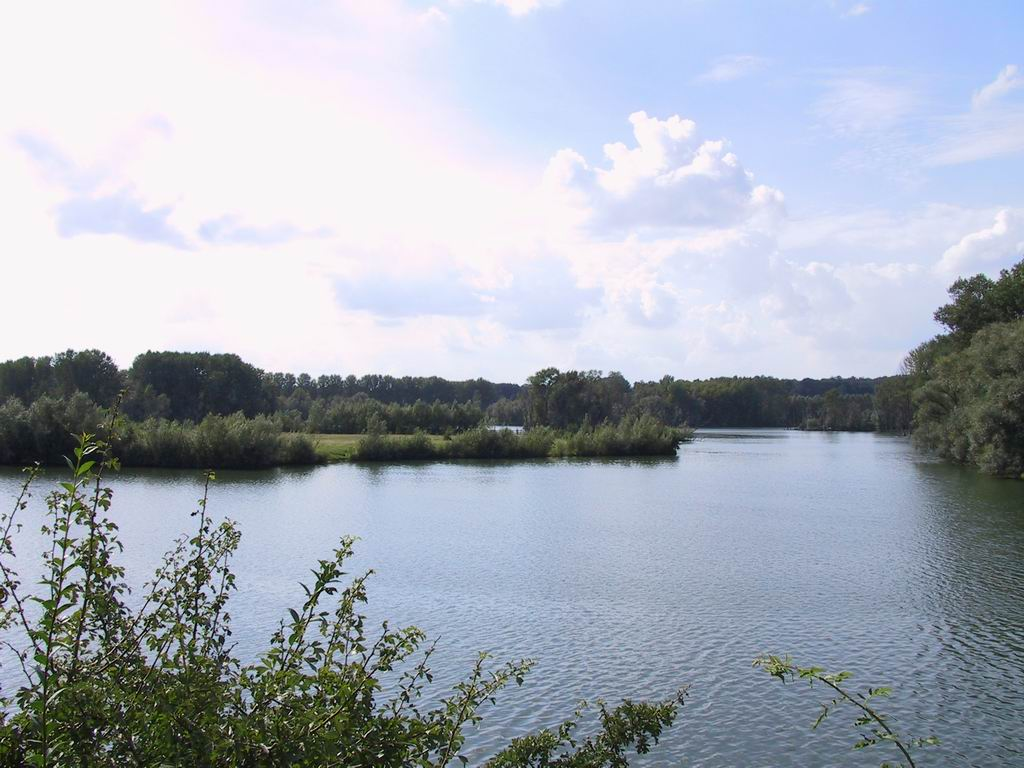
Reserva natural de l'illa Bislicher

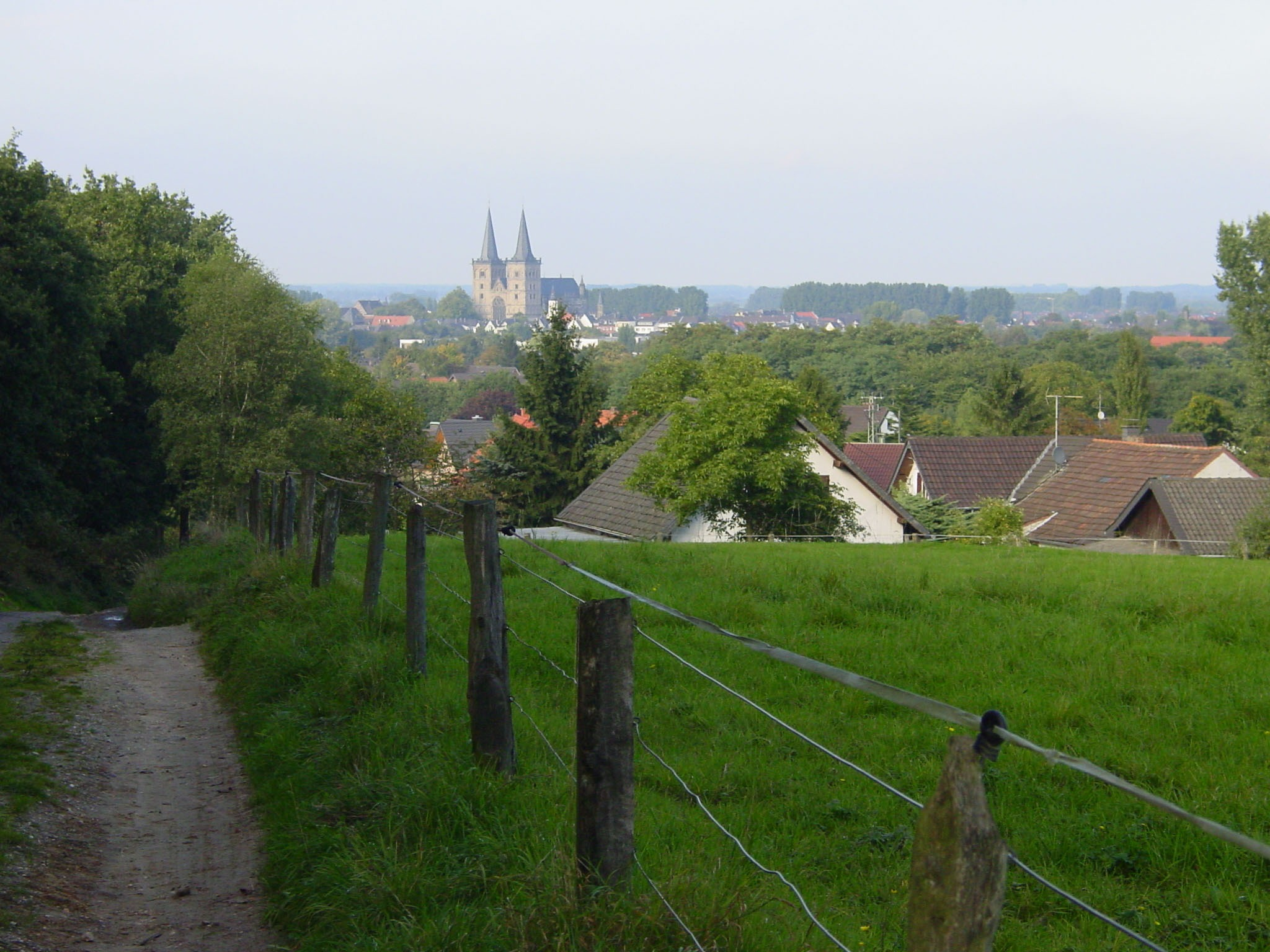
Vista de Hees a Xanten

## Història

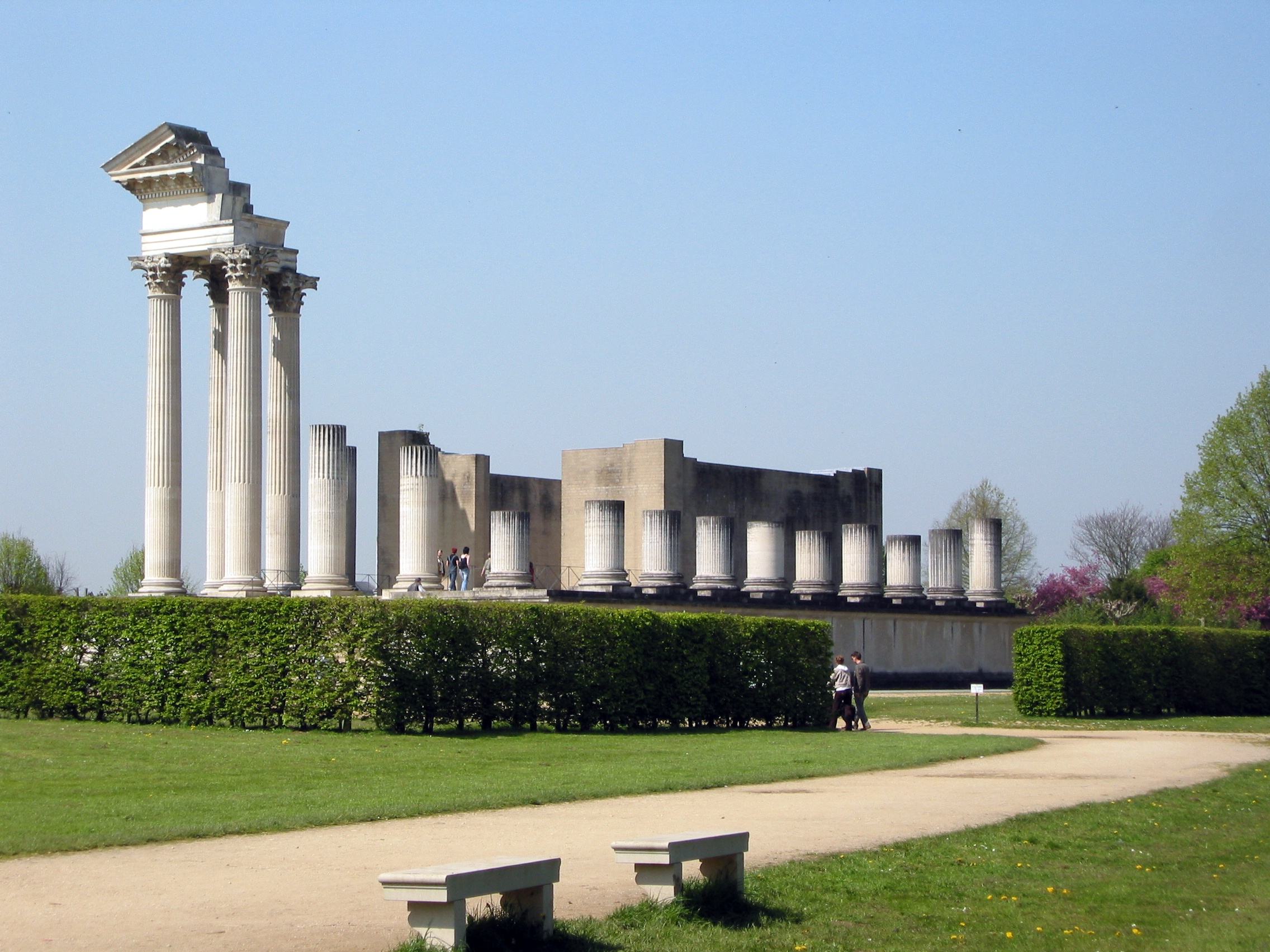
Restes d'un temple de l'antiga Colònia Ulpia Traiana

Es creu que Xanten ja va ser una zona poblada durant la prehistòria, prova d'això són les destrals de fusta que s'han trobat a la zona d'Obermörmter, datades de finals del Mesolític.
No obstant això, els autèntics orígens de la ciutat són de l'època imperial romana, quan es va establir la Castra Vetera una guarnició militar que més endavant formaria la Colònia Ulpia Traiana i que al s. VIII seria coneguda com a "Xanten" arran de la construcció del monestir de Sant Víctor de Xanten.
La Colònia Ulpia Traiana era una ciutat bastant important, d'uns 10.000 habitants, però va ser totalment destruïda pels francs l'any 275. Més endavant, els romans tornarien a ocupar la zona amb una construcció de vigilància anomenada el Tricensimae, fins que a mitjan segle V va ser totalment abandonada.

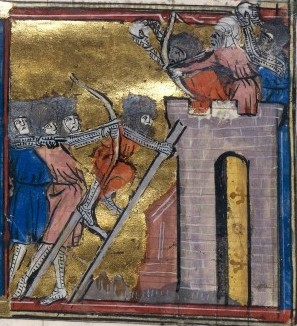
Pere l'ermità va ser l'instigador de la matança de jueus a Xanten

L'any 590 Gregori de Tours esmentava, en el seu Liber en gloria martyrum, l'establiment d'un oratori per al bisbe de Colònia Everigisil. El mateix autor informa que allà estava enterrat el màrtir sant Víctor de Xanten. El 752 s'hi va construir una església dedicada al sant. A partir d'aquest nucli es va repoblar amb francs i comerciants frisons.
La localitat va patir les incursions vikingues, que van arribar a saquejar i destruir l'església l'hivern del 863. Cap a l'any 880 ja s'havia reconstruït. El 939 la zona va ser ocupada per l'exèrcit de l'emperador Otó I, que s'enfrontava al seu germà Enric I de Baviera. El 953 el municipi va quedar sota la jurisdicció de l'arquebisbe Brunó I de Colònia, que hi va fer construir una residència fortificada. El 1096 va passar a mans del comte Hermann III de Hochstaden. A partir del 1066 hi van començar a arribar jueus procedents de l'expulsió de Granada i el 1095 Pere l'Ermità, aprofitant la crida per a la guerra santa d'Urbà II, va encetar una revolta contra els jueus. Aquests es van refugiar dins la fortalesa episcopal de Xanten, però finalment van ser assassinats.

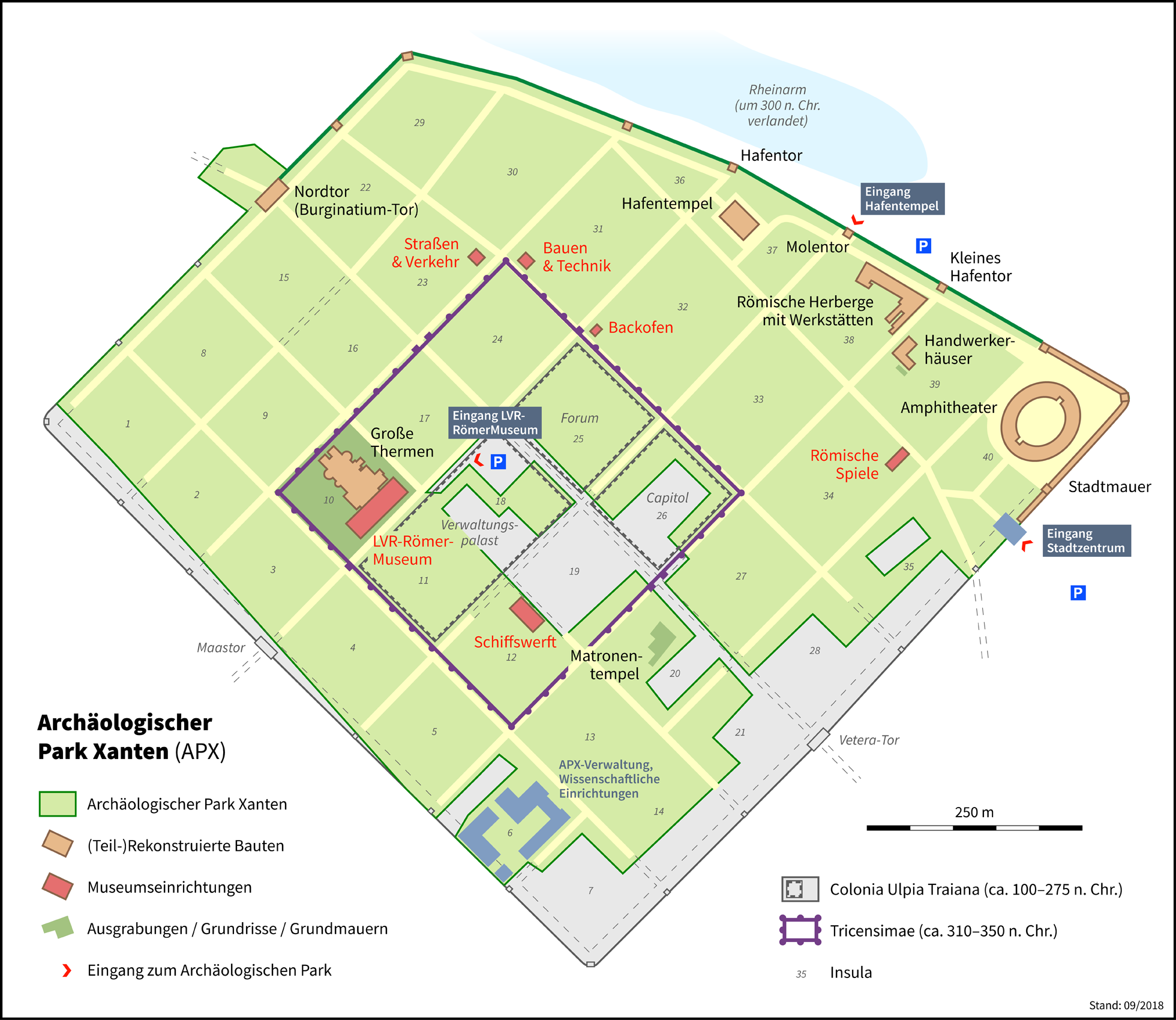
Parc arqueològic de Xanten, a l'interior del museu es poden veure les monedes encunyades a Xanten.

Aquesta ciutat va ser un lloc d'encunyació de moneda. Les més antigues daten de 1036-1056 i porten la inscripció "SCA TROY", en referència a la Colònia Ulpia Traiana. Entre 1216 i 1225 es va originar monedes amb les inscripcions "SANTUS VICTOR" i "MON [ETA] DE SANTEN". D'altres del 1260 portaven la inscripció "SANTEN CIVI [TATIS]". El 1988 es va crear el Parc arqueològic amb un museu que aglutina restes romanes i medievals.

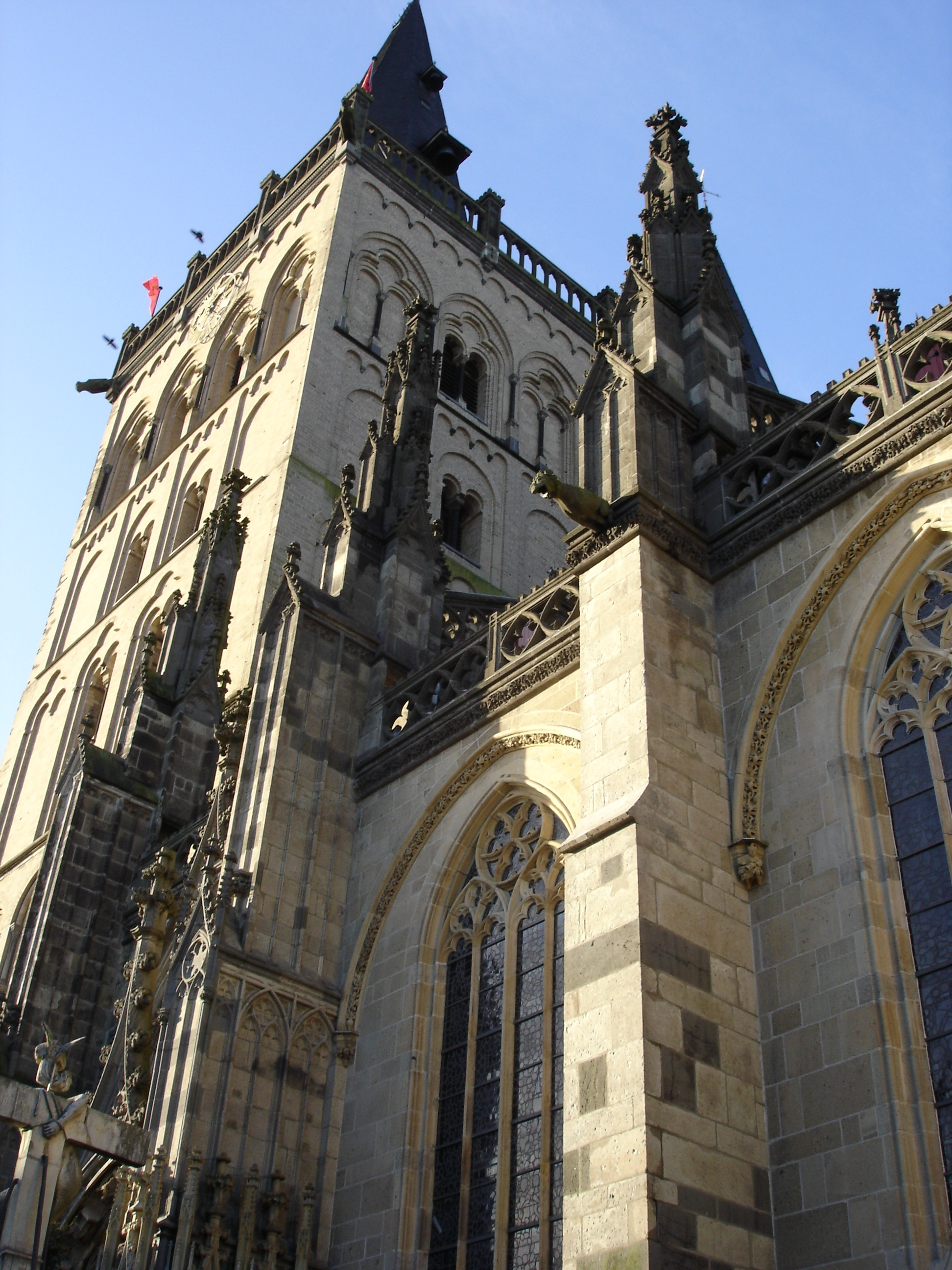
catedral de Xanten

Cap al 1222 es va iniciar al sud-oest de la ciutat la construcció d'un monestir benedictí que portava el nom del seu emplaçament: "Hagenbusch". El 29 d'agost del 1263 es va iniciar la construcció d'una església gòtica, la catedral de sant Víctor.

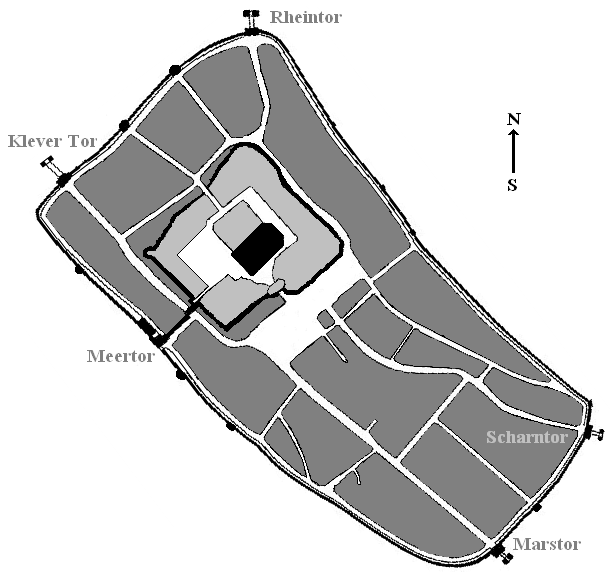
Emplaçament de la catedral de sant Viktor dins la muralla

Malgrat les muralles, Xanten va estar indefensa durant les guerres de successió entre el comte Adolf I de Clèves i el bisbe de Colònia Frederic III. En acabar la disputa es van fer millores en la muralla, la qual tancava un recinte de 25 hectàries. La zona nord en va enfortir amb la construcció d'una torre, "la Klevertor" i incorporant com a torre un antic molí, el "Kriemhild" i un merlet a la porta sud, la "Meertor".

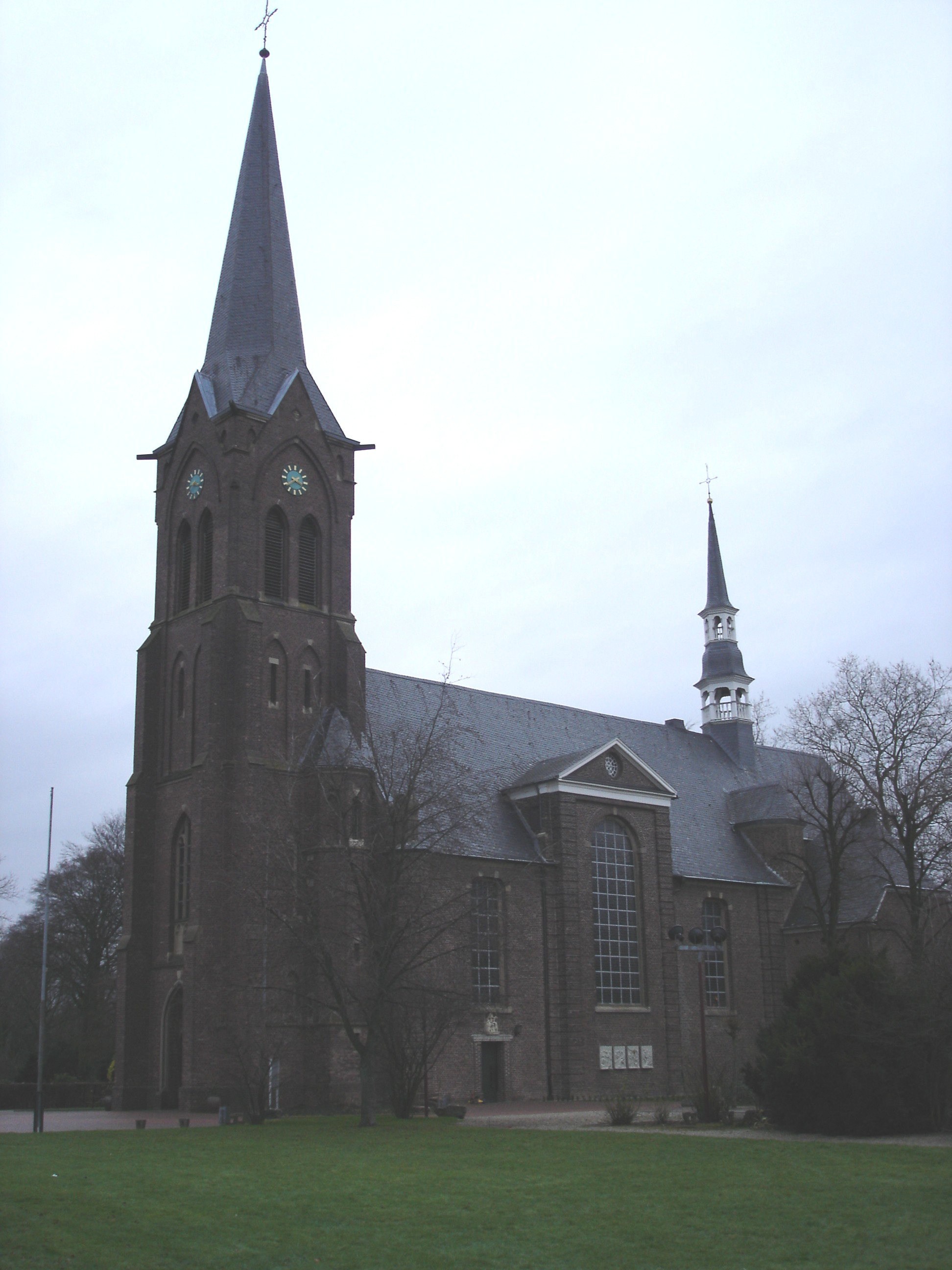
Església de l'Assumpció, al districte de Marienbaum, pertanyent al monestir brigitià, on una miraculosa imatge atrau cada any uns 15.000 pelegrins

El 1430 es va construir un monestir de monges de santa Brígida on anteriorment hi havia hagut un monestir franciscà que va causar una ampliació en el barri on estava edificat.
Al segle xvi la població va disminuir per les freqüents guerres, un seguit de males collites i per la desviació del riu, que era el mitjà més emprat per al comerç.

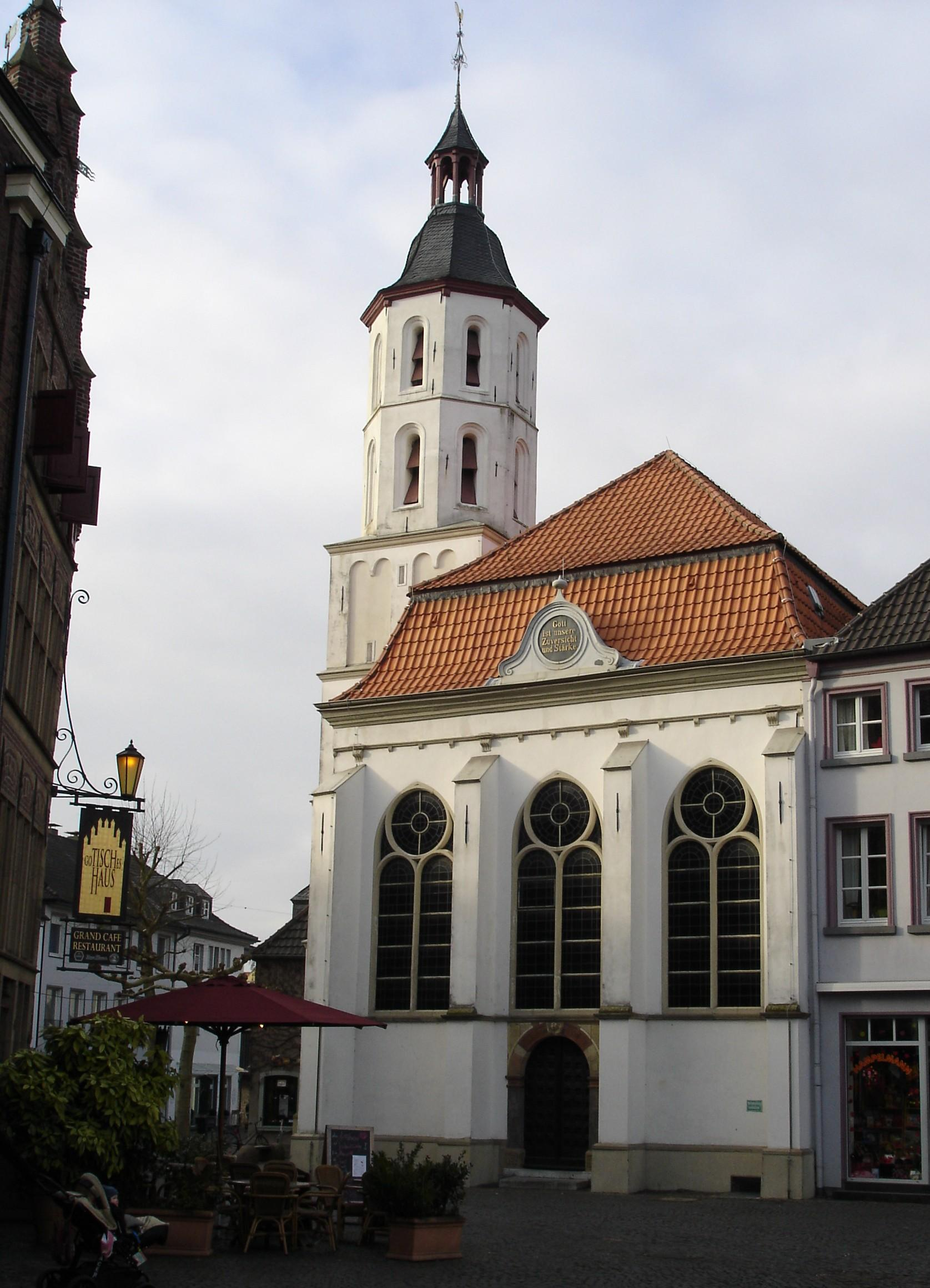
Església evangèlica a la plaça Grote Markt

L'any 1572 es va originar a Xanten una congregació evangelista. Fins al segle XX només el cinc per cent de la població en pertanyia, però en arribar el començ del segle XXI ja en formen un 20%. El 1547 es va edificar una església protestant al districte Mörmter. El 1647 se'n va construir una altra a la plaça "Grote Markt". El 1628 els jesuïtes van edificar una cartoixa.
Durant la Guerra dels Trents Anys, el 1598 i el 1614 Xanten va ser ocupada pels espanyols; el 1641 per les tropes de Hesse. En la Guerra francoholandesa, les tropes franceses van conquerir la ciutat el 1672,i en la Guerra de Successió espanyola Xanten va ser ocupada una vegada més, amb la consegüent destrucció d'edificis.

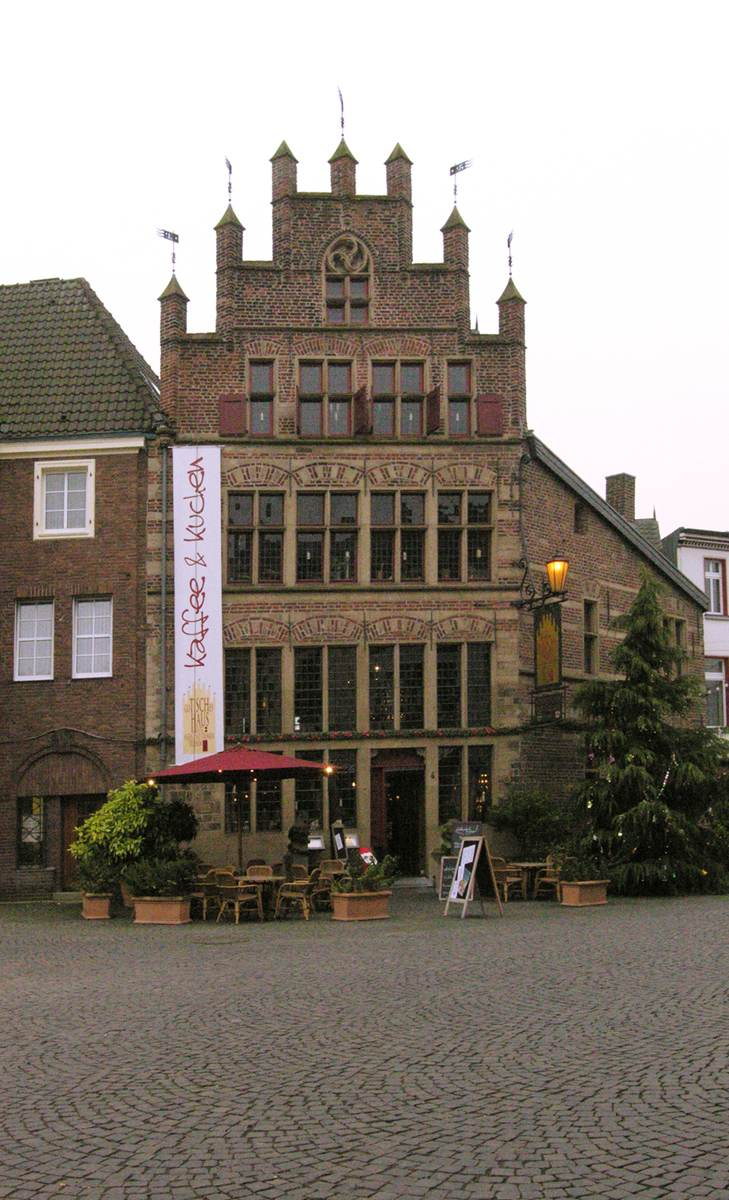
Casa gòtica

El 1794 va ser conquerida per les tropes revolucionàries franceses. Des de 1798 Xanten està inclosa dins l'administració de França. Per raons de cost, el 1821 la Marstor, ja molt malmesa, va ser demolida, i més endavant (1825) la Scharntor, i gran part de la muralla de la ciutat.
Amb el Congrés de Viena el 1815, Xanten va passar a ser territori de Prússia. Entre 1857-1975 la ciutat va ser inclosa en la comarca recentment creada de Moers. El 1844 es van iniciar les excavacions per descobrir l'antiga ciutat romana. Però fins al 1988 no es va crear el Parc arqueològic que aglutina restes romanes i medievals. Des del 1922 hi ha un altre monestir en l'àrea de la ciutat, el Mörmter Kloster.
Durant la Segona Guerra Mundial les forces aèries (Lutwaffe) van establir als boscos de Xanten un dipòsit de munició, el qual va explotar accidentalment l'octubre del 1944. El maig del 1940 una divisió d'infanteria va partir de Xanten per envair els Països Baixos. El 10 de febrer del 1945 un bombardeig dels aliats va destruir gran part del nucli urbà, la catedral en va ser afectada. El 8 de març la ciutat va ser presa per les tropes canadenques i tot seguit ocupada pels britànics.

## Demografia
La població el 1885 era de 3.621 habitants. A causa de la Guerra mundial la població havia disminuït de 5.030 al novembre del 1939 a uns 2.500 el 1945. Segons dades del 2006 el nombre d'habitants havia tornat a augmentar fins a 21.586 persones.
El 1890 hi havia un petit grup de jueus, uns 80, però l'assassinat sense resoldre d'un nen els va fer plantejar-se emigrar. Així el 1895 n'hi havia 45 i el 1925 només en quedaven 15. (Stand: 31 Desembre 2004)
| Edat  | habitants |
| ----- | --------- |
| < 6   | 1.118     |
| 6–14  | 2.411     |
| 15–17 | 838       |
| 18–24 | 1.486     |
| 25–44 | 5.941     |
| 45–65 | 5.710     |
| > 65  | 3.863     |

| Població total        | Població total |
| --------------------- | -------------- |
| Homes                 | 10.363         |
| Dones                 | 11.004         |
| immigrants            |                |
| Homes                 | 633            |
| Dones                 | 512            |
| (5,4% de la població) |                |

| Religions    | Religions |
| ------------ | --------- |
| catòlics     | 63,77%    |
| evangelistes | 19,98%    |
| altres       | 16,25%    |

## Economia
Encara que al segle xix el 45% de la població es dedicava al treball en petites fàbriques tèxtils, destil·leries i elaboració de cervesa, amb la posterior venda d'aquests productes, l'economia de Xanten ha estat sempre dominada per l'agricultura. Els comerciants de Xanten es van limitar principalment a la transformació de productes agrícoles. L'antic molí d'oli és en l'actualitat un molí de gra, conegut amb el nom de "Kriemhild", construït el 1853. La primera destil·leria anava amb motor de vapor.
Segons l'estudi estadístic del 2002, d'un total de 6.276 hab, 3.708 tenien feina i 699 estaven en situació d'atur. Entre els que treballaven, 104 (2,8%) es dedicaven a l'agricultura, 1.269 (34,2%) al sector manufacturer i 2.335 (62,9%) estaven empleats en el sector de serveis. El sector de serveis ha tingut un fort augment en el darrer segle a causa del turisme que atrau el parc arqueològic.

## Els mites de Xanten

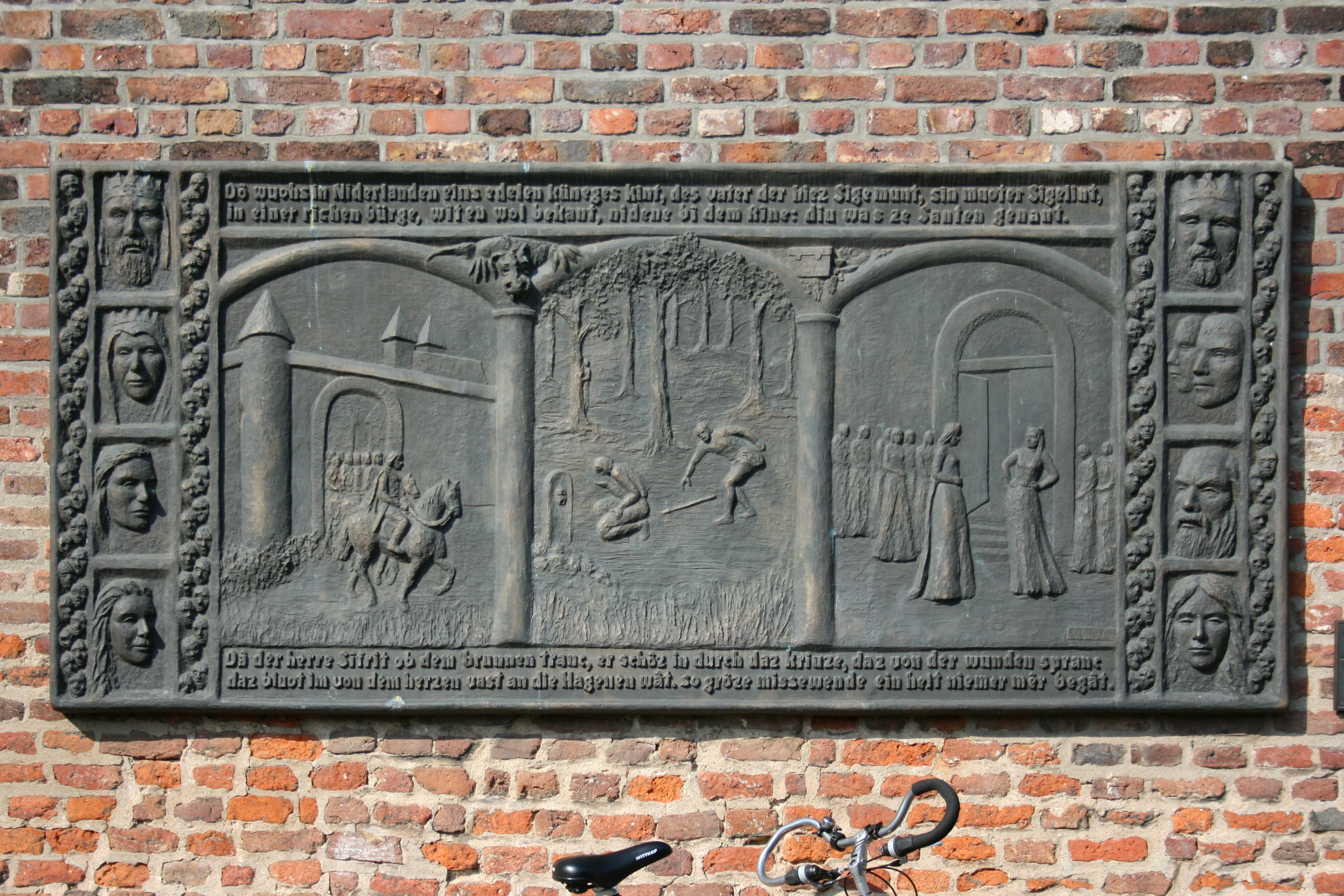
Placa dedicada a Sigfrid

Hi ha dos mites relacionats amb aquesta ciutat: segons la llegenda narrada en el Cant dels Nibelungs, Xanten seria el lloc natal del personatge principal, Sigfrid. Amb aquest motiu, hi ha un museu dedicat aquesta obra anònima de la literatura alemanya.
L'altre mite és sobre una llegenda que va córrer durant l'edat mitjana que feia de Xanten el lloc on es van establir els troians emigrats de l'antiga ciutat de Troya quan va ser destruïda pels grecs; aquesta llegenda es basa en un poema anomenat Annolied escrit cap a l'any 1100 per un monjo. Probablement tot va sorgir per la semblança de nom amb la Còlonia Ulpia Traiana.

## Esdeveniments culturals[calcitació]
El 1979 es va construir un centre d'esbarjo anomenat FZX que ofereix activitats diverses, entre les quals està l'esquí aquàtic pel riu i pel mar del nord.
El Festival d'estiu de Xanten organitza espectacles musicals, que inclouen òpera i ballet, sobre l'amfiteatre romà reconstruït.
Al parc arqueològic, des del 1998, se celebra anualment la "Tag der Begegnung", una trobada amb gent discapacitada de tota Alemanya.
A la plaça de l'antic mercat se celebren dues fires: una de temàtica nadalenca, que dura tot el desembre, i una altra el diumenge després de Setmana Santa, el "Diumenge de la botifarra", en què es llancen botifarres com projectils entre els assistents.

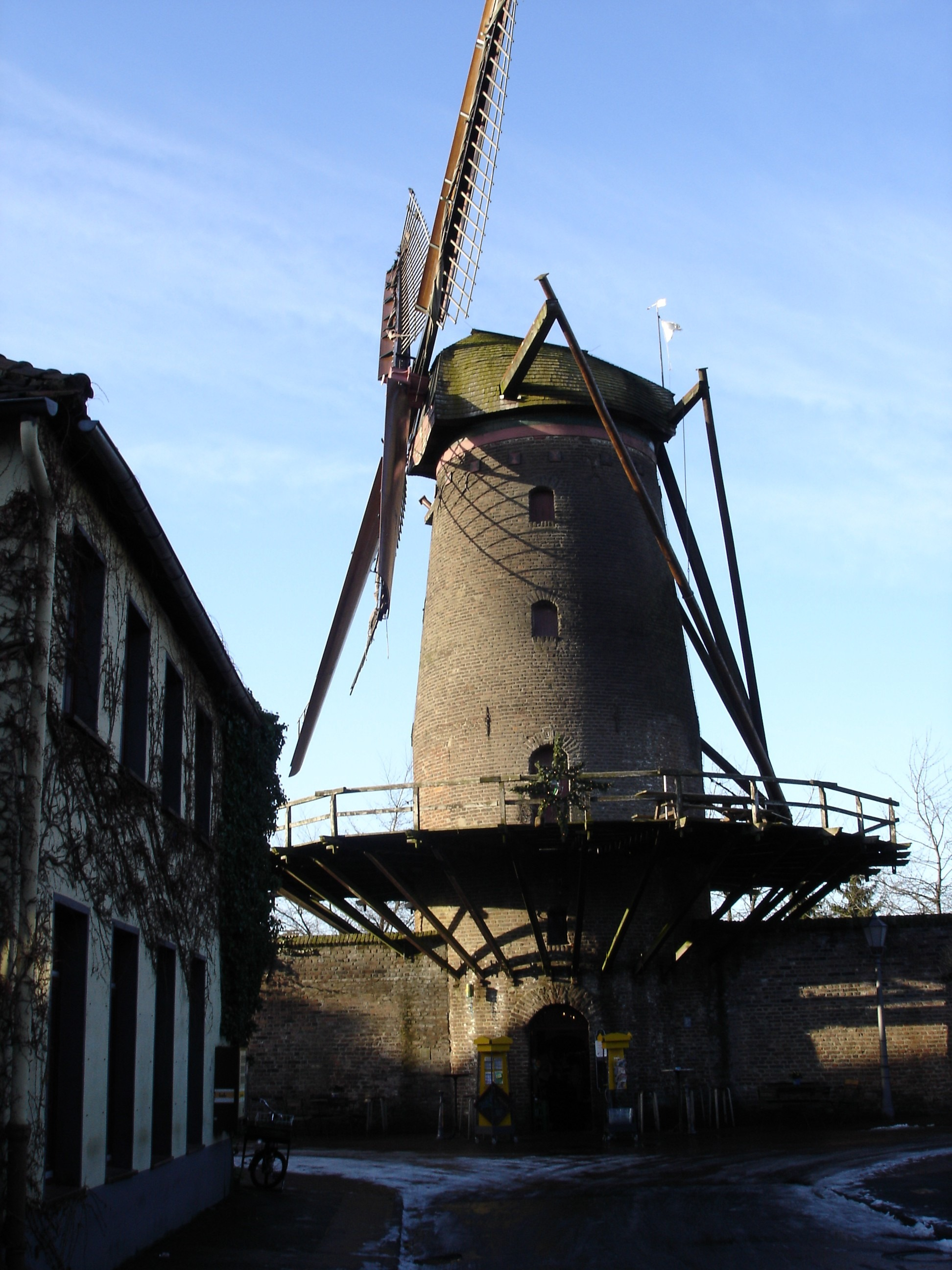
El molí "Kriemhild"
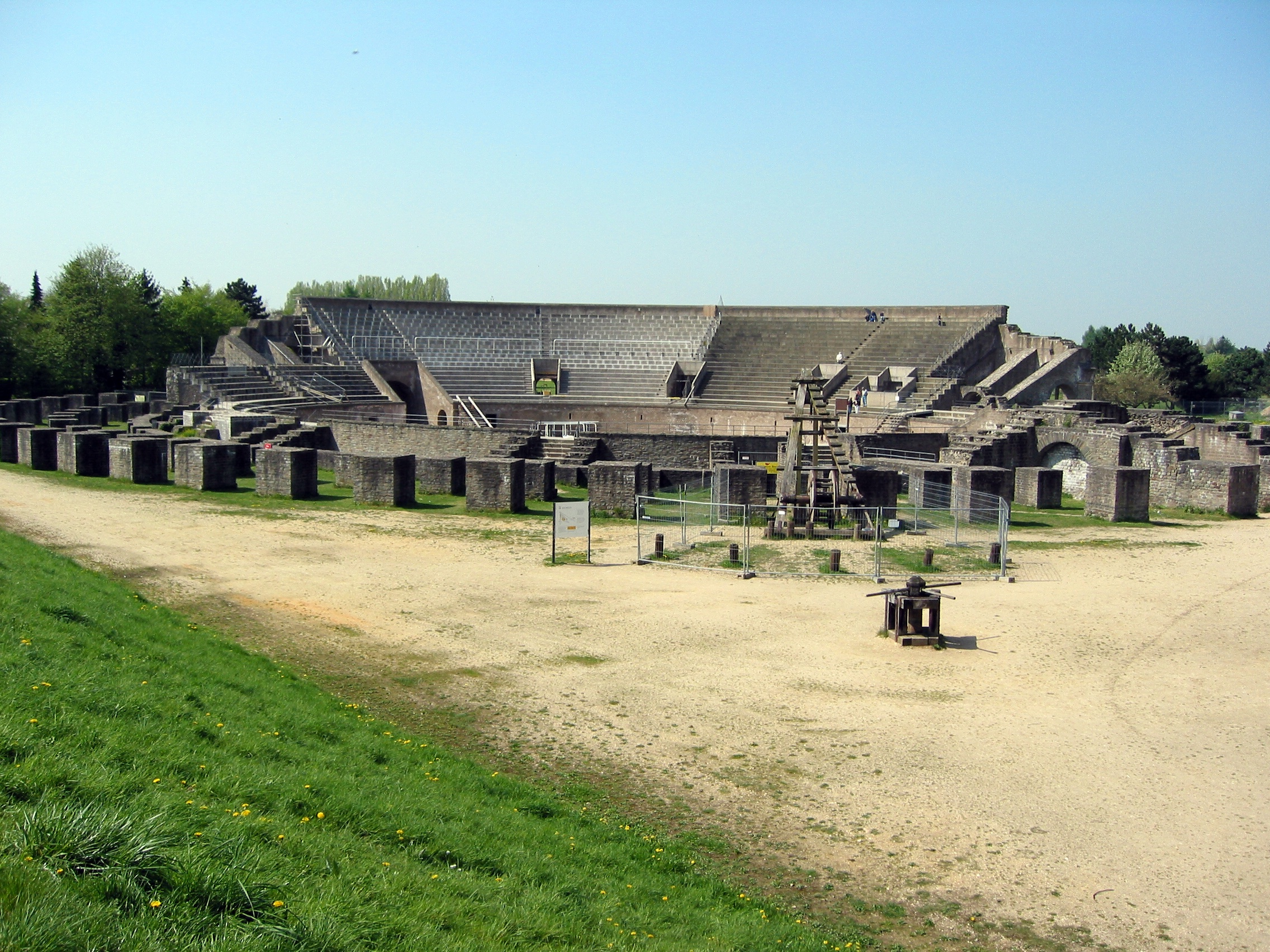
Teatre del parc arqueològic de Xanten